# François-Robert Ingouf
François Robert Ingouf, detto il Giovane (Parigi, 22 novembre 1747 – Parigi, 17 giugno 1812), è stato un incisore francese, specializzato nelle acqueforti e nell'uso del bulino.

## Biografia

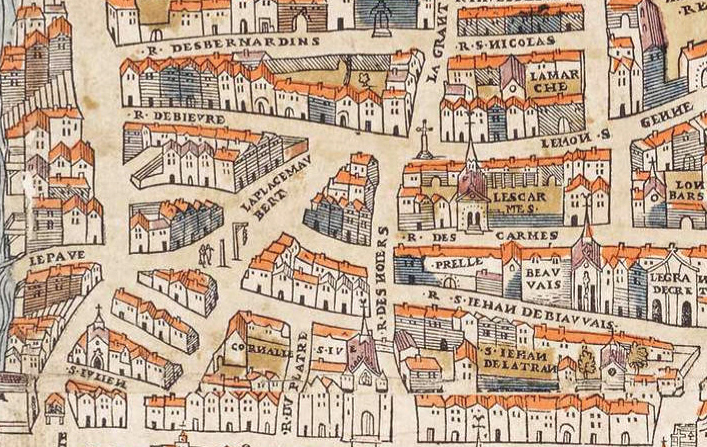
Place Maubert e il quartiere Saint-Jacques, secondo la mappa di Truschet e Hoyau.

Nato probabilmente dal matrimonio del 17 luglio 1742 tra Pierre Robert Ingouf e Jeanne Françoise Lantenois (Amiens, 1717 - ?), François Robert era il fratello minore dell'incisore Pierre-Charles Ingouf (detto il Vecchio, 1746-1812) e, come lui, allievo di Jean-Jacques Flipart. Sebbene il suo rapporto con Flipart dovesse durare come una stretta amicizia, François Robert Ingouf è citato anche tra gli allievi di Johann Georg Wille. Nel diario di Wille del 2 agosto 1766 (all'epoca Ingouf aveva 18 anni) si legge che, dopo l'insoddisfazione di Jean-Baptiste Greuze per l'interpretazione delle sue opere da parte di Jean-Michel Moreau, Wille affidò al giovane Ingouf il completamento delle opere.
François Robert Ingouf fu sposato con Sophie Gobiat (?-1813) e visse successivamente in rue du Plâtre-Saint-Jacques (1759), in rue des Noyers (n. 12 nel 1794, n. 25 nel 1807) e infine al n. 6 di rue des Bernardins nel 1812.
I tratti di François Robert Ingouf sono immortalati in un autoritratto a pastello conservato nelle collezioni della Reggia di Versailles.

## Opere

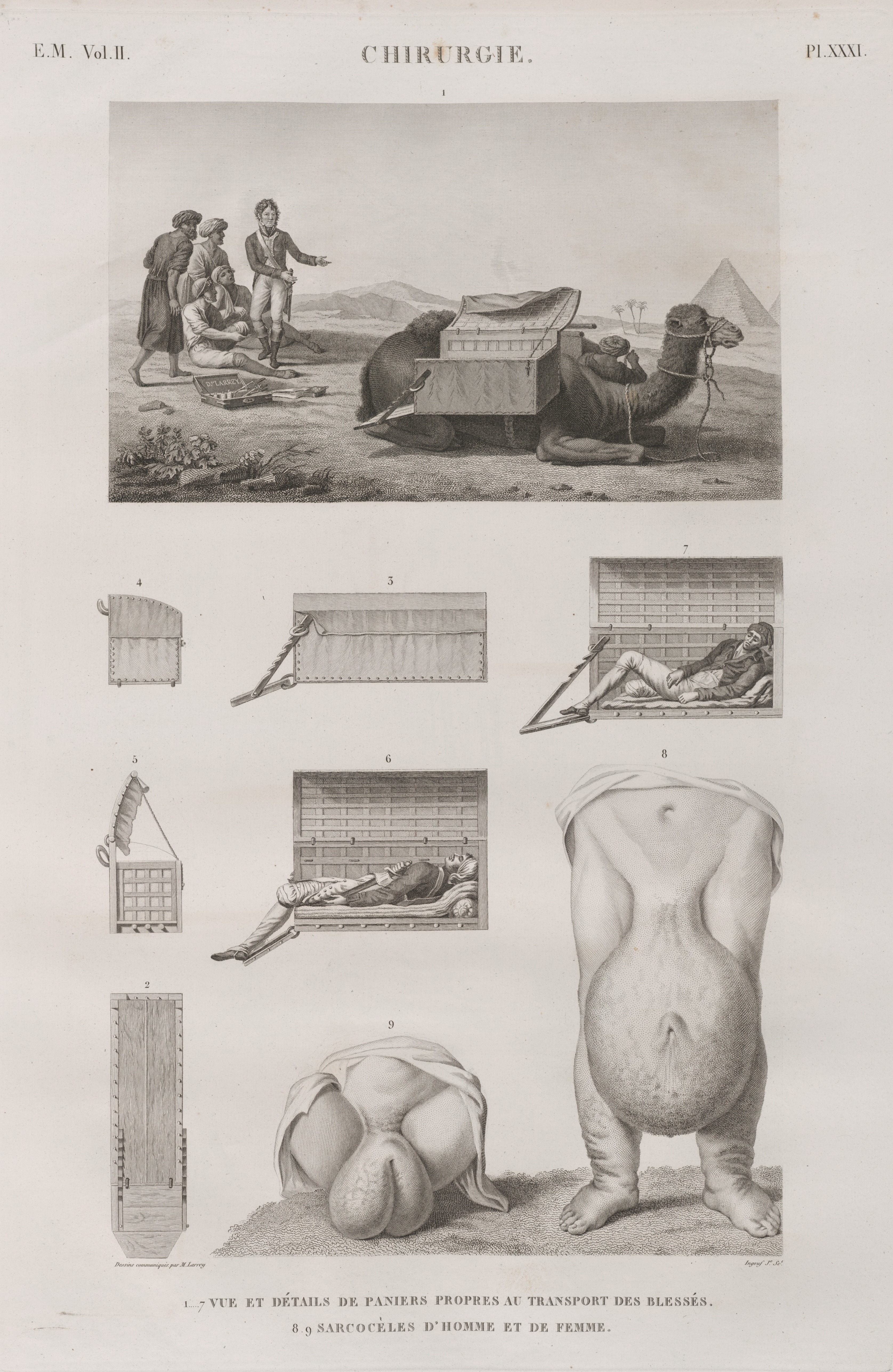
Description de l'Égypte, Chirurgia, Pl.31, 1809

### Contributi bibliofili (ordine cronologico)
- Ritratto di Aulo Cornelio Celso, in medaglione con serpente e culs-de-lampe per De re medica libri octo, ex fide manuscriptorium codicum et vetustissimorum librorum,, summâ diligentiâ studiosummoque recensuit J. Valart di Aulo Cornelio Celso, Pierre-François Didot le Jeune, Parigi, 1772.
- Incisioni da Eustache Le Sueur per Synopsis universae praxeos medicae di Joseph Lieutaud, Pierre-François Didot le Jeune, Parigi, 1772.
- Augustin de La Balme, Essai sur l'équitation ou principes raisonnés sur l'art de monter et de dresser les chevaux, frontespizio raffigurante, inciso da François Robert Ingouf da Jean-Michel Moreau, l'autore a cavallo, ad Amsterdam e a Parigi con Jombert il maggiore, Ruault, 1773[4].
- Jean-Baptiste-Michel Bucquet, Introduction à l'étude des corps naturels tirés du règne végétal, Veuve Hérimont, Parigi, 1773.
- Louis Drummond, conte di Melfort, Traité sur la cavalerie, Imprimerie de Guillaume Desprez, Parigi, 1776[5].
- La morte di Claude Anet - "Chères et précieuses larmes! Elles furent entendues et coulèrent de tout mon cœur", incisione da Jacques Barbier (1753 circa - ?) per il Libro V (Le Confessioni), raccolta completa delle opere di Jean-Jacques Rousseau, Ginevra, 1782.
- Ritratto di Crébillon, incisione su rame come frontespizio da Maurice Quentin de La Tour, Atreo e Tieste e Catalina - Qu'heureusement pour vous, la force m'abandonne, incisioni di Clément-Pierre Marillier (con Charles-Eugène Duponchel, Charles-François-Adrien Macret e Philippe Trière) per Les œuvres complètes de Crébillon, tre volumi, Libraires associés, Parigi, 1785.
- Canadiens au tombeau de leur enfant[6], stampa, H. 59; W. 45, 1786, Musée du Nouveau Monde, La Rochelle.
- Deux Turcs assis, incisione da Jean Baptiste Hilair per Tableau général de l'Empire othoman (sic) di Ignatius Mouradgea d'Ohsson, 1788.
- Incisioni per il Monument du costume physique et moral de la fin du XVIIIe siècle di Sigmund Freudenberger, 1789: La Soirée d'hiver[7], La Promenade du soir, L'événement au bal[8].
- Mais elle m'arrêta et m'imposa le silence en mettant un de ses doigts sur la bouche, incisione per Lettere d'una peruviana di Françoise de Graffigny, Imprimerie de Migneret, rue Jacob, Parigi, 1797.
- Gabriel de La Porte du Theil, Jacques-Guillaume Legrand e Louis-Mathieu Langlès, Voyage pittoresque de la Syrie, de la Phénicie, de la Palestine et de la Basse Egypte, 330 tavole tra cui François Robert Ingouf, incise su disegni di Louis-François Cassas, Imprimerie de la République, 1799.
- Barthélemy Faujas de Saint-Fond, Histoire naturelle de la Montagne de Saint-Pierre de Maestricht - tome 2: plates, pubblicato da Deterville, 1799.
- Vergine col Bambino e San Giovanni Battista, da Raffaello Sanzio, e L'adorazione dei pastori, da Jusepe de Ribera, incisioni per Le Musée français di Robillard-Peronville e Pierre Laurent, quattro volumi, Pierre Didot il Vecchio, 1803-1809.
- Chirurgia - Placca 31: Veduta e dettagli delle ceste per il trasporto dei feriti; Sarcoceles maschio e femmina, incisione da Dominique-Jean Larrey per Description de l'Egypte ou recueil des observations et des recherches qui ont été faites en Egypte pendant l'expédition de l'armée française, Imprimerie impériale, Parigi, 1809[9].

### Artisti interpretati (ordine alfabetico)

Il soldato in semestre, da Sigmund Freudenberger

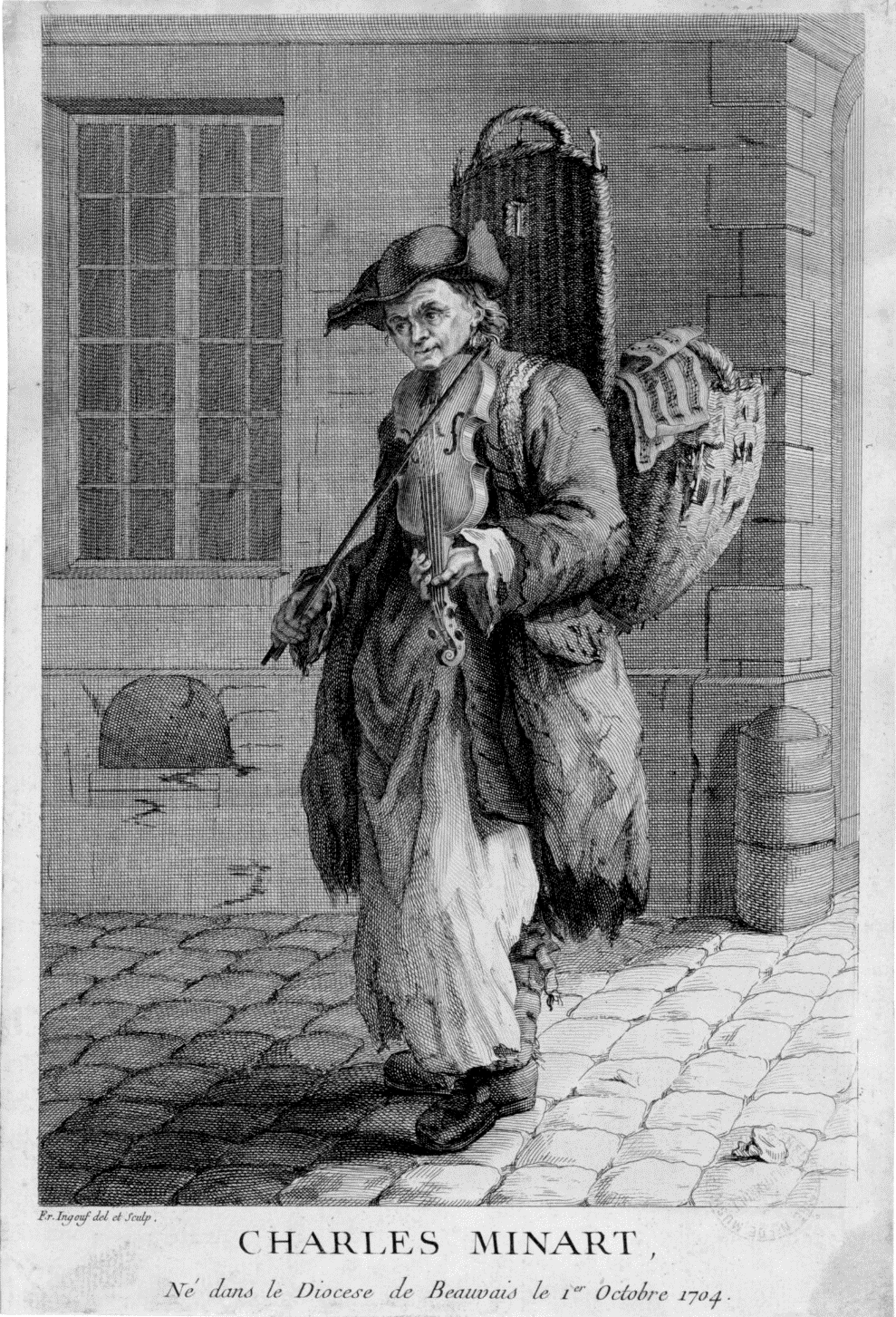
Charles Minart, nato nella diocesi di Beauvais

- Charles Benazech, La libertà del bracconiere, Il ritorno dell'aratore[10].
- Pierre-François Berruer, Philippe Néricault.
- Charles-Nicolas Cochin, La benignità.
- Julian Davila, Signora creola del Perù vestita secondo l'uso di Lima, Indiano del Perù vestito secondo l'usanza del paese.
- Willem den Elger, Johan van Oldenbarnfelt.
- Adam François van der Meulen, Marcia di bagagli e Arresto degli ufficiali, 1770 circa[10].
- Adriaen van der Werff, Il sentimento contrario al pensiero (ragazzo che presenta un uccello a un gatto).
- Gérard Dou, Gerard Dou suona il violino.
- Hubert Drouais, Ritratto di Armand-Jérôme Bignon.
- John Demosthenes Dugourc, Allegoria sul matrimonio del Delfino con Maria Antonietta.
- Sigmund Freudenberger, Il mercante viaggiatore, Il soldato nel semestre.
- Jean-Baptiste Greuze, La pace domestica, Fanciulla, La giusta educazione, La fanciulla confusa, Il piccolo napoletano.
- Noël Hallé, Ritratto di Paul Charles Lorry.
- Gérard Herbin, Jacques Davy du Perron.
- Gerrit van Honthorst, Adrian Paw, Gran Residente alla Corte d'Olanda, Ambasciatore delle Province Unite alla Corte di Francia.
- François Robert Ingouf, Ritratto del suo maestro e amico intimo Jean-Jacques Flipart, Ritratto di Federico Enrico d'Orange-Nassau, Ritratto di Giovanni Maurizio di Nassau-Siegen, Michel Le Clerc, nato a Dourdan 19 marzo 1685, Charles Minart, nato nel diocesi di Beauvais il 1º ottobre 1704; Ritratto di Mathieu de Montreuil; Jean-Jacques Dortous de Mairan; Ritratto di Mathurin Regnier; Aly Osman; Pittoresca, astronomica e morale tabella dei giorni e delle notti, con la perpetua concordanza tra il calendario volgare e il calendario dell'era repubblicana che è iniziato il 22 settembre 1792, e la corrispondenza tra le vecchie ore e le ore decimali.
- Pierre Gérard Ingouf, Scena dell'opera "Zemira e Azor".

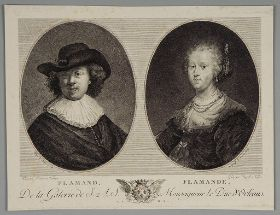
Jacques Voyez, Fiammingo, e François Robert Ingouf, Fiamminga, da Rembrandt

- Jean-Jacques Le Barbier, Il Levita di Efraim; Un canadese e sua moglie piangono sulla tomba del loro figlio, 1786.
- Charles Le Brun, Ritratti di Pierre Corneille e da Claude-Emmanuel Luillier, conosciuto come Chapelle.
- Eustache Le Sueur, Alessandro e il suo modello.
- Marianne Loir, Ritratto di J.N. Regnault.
- Pierre de Lorme, Ritratto di François Petit (1681-1766), primo dottore del duca d'Orleans.
- Clément-Pierre Marillier, Ritratto di Jean-Jacques Rousseau.
- Gabriel Metsu, Donna seduta al suo tavolo, Coppia e cameriera in un interno.
- Jean Michel Moreau, "Lascia che tutto mi stupisca nei vostri progetti e nella vostra persona" (Voltaire, Il diritto del signore, Atto III, scena 6).
- Bartolomé Esteban Murillo, L'Annunciazione.
- Robert Nanteuil, Ritratto di Jean-François Sarrasin.
- Claude Pougin di Saint-Aubin, Ritratti di Joseph de La Porte, da Marivaux di Pierre Guillaume Simon.
- Andre Pujos, Ritratto di Joseph Jerome Lefrançois de Lalande.
- Antonio Ranc, Ritratto di Antoine Houdar de La Motte.
- Jean-Baptiste Regnault, Il diluvio.
- Rembrandt, Fiammingo e fiamminga, prova co-incisa con "Voyer il giovane".
- Jusepe de Ribera, Isacco benedice Giacobbe, Adorazione dei pastori, San Bartolomeo.
- Hyacinthe Rigaud, Nicolas Boileau-Despreaux.
- Augustin de Saint-Aubin, Ritratto di Alexis Piron.
- Jean-Baptiste Santerre, Ritratto di Jean Racine.
- Raffaello (su un disegno di Philippe Chéry), Vergine col Bambino con San Giovanni Battista, detta Madonna dell'Impannata[11].
- Aert Schuman, Ritratto di Corneille van Aarsen.
- Jean Tortebat, Ritratto di Charles Perrault.
- Guillaume Voiriot, Bernard le Bouyer di Fontenelle.
- Louis Vigée, Ritratto di Antoine de Sartine.
- Pierre-Alexandre Wille, Tom Jones.

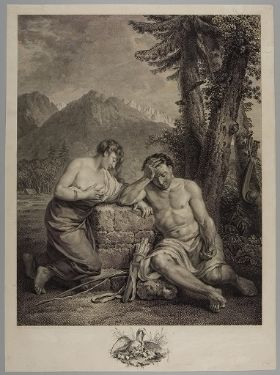
Canadesi piangono sulla tomba del loro figlio, 1786

## Museo e collezioni pubbliche

### Francia

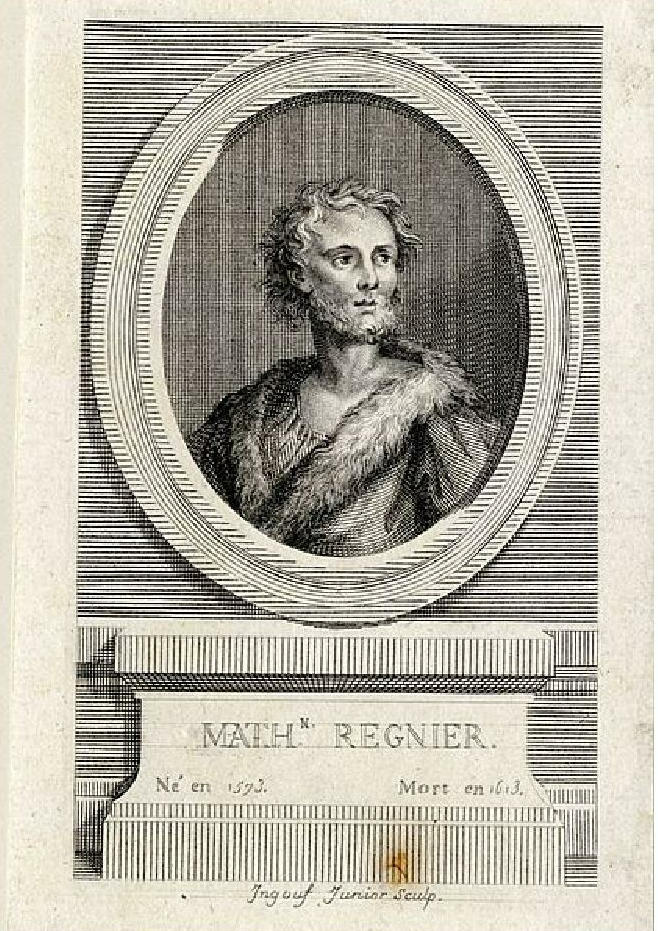
Ritratto di Mathurin Reignier

- Museo d'Aquitania, Bordeaux, Un canadese e sua moglie piangono sulla tomba del loro figlio, da Jean-Jacques Le Barbier.
- Biblioteca di Bourg-en-Bresse, Ritratto di Joseph Jérôme Lefrançois de Lalande, da Andre Pujos.
- Museo del Nuovo Mondo, La Rochelle, Un canadese e sua moglie piangono sulla tomba del loro figlio, da Jean-Jacques Le Barbier.
- Museo di Orbigny Bernon, La Rochelle, Il ritorno dell'aratore, da Charles Benazech.
- Museo Municipale di La Roche-sur-Yon, Busto antico, disegno sanguigno attribuito a François-Robert Ingouf.
- Museo d'Arte e Storia Louis-Senlecq, L'Isle-Adam, Un canadese e sua moglie piangono sulla tomba del loro figlio, da Jean-Jacques Le Barbier; Ritratto di Jean-Jacques Dortous de Mairan[11].
- Museo Médard, Lunel, Ritratto di Mathurin Régnier.
- Museo di Belle Arti di Orleans, Vergine col Bambino con San Giovanni Battista, detta Madonna dell'Impannata, da Raffaello Sanzio[11].
- Gabinetto di stampe della Biblioteca Nazionale di Francia, Parigi.
- Museo Carnavalet, Parigi.
- Louvre, Parigi, La creazione di Eva, lavatura di seppia[11], Il mercante viaggiatore di Sigmund Freudenberger, La pace domestica, da Jean-Baptiste Greuze.
- Museo di Vendôme, Ritratto di Jean-François Sarrasin di Robert Nanteuil.
- Biblioteca comunale di Versailles, La morte di Claude Anet, da Jacques Barbier (per il collezione completa di opere di Jean-Jacques Rousseau), 1782.
- Reggia di Versailles, Nicolas Boileau-Despreaux, da Hyacinthe Rigaud; Pierre Corneille, da Charles Le Brun; Gerard Dou suona il violino da Gerard Dou; Mathieu de Montreuil, da François Robert Ingouf stesso; Philippe Néricault, da Pierre-François Berruer; Francesco Piccolo, da Pierre de Lorme; John Root, da Jean-Baptiste Santerre; J.N. Regnault, da Madeleine Loir; Pierre-Guillaume Simon da Claude Pougin de Saint-Aubin, 1786.

### Germania
- Staatliche Graphische Sammlung, Monaco, Ritratto di Jean Racine, da Jean-Baptiste Santerre.
- Museo LWL d'arte e cultura, Münster, Ritratto di Jacques Davy du Perron, da Girard Herbin.
- Herzog August Bibliothek, Wolfenbüttel, Ritratto di Jérôme Lefrançois de Lalande, da André Pujos.

### Spagna
- Museo di belle arti, Cordova, San Bartolomeo, da Jusepe de Ribera.
- Museo del Prado, Madrid, San Bartolomeo, da Jusepe de Ribera.
- Università Complutense, Madrid, Synopsis universae praxeos medicae de Joseph Lieutaud, incisioni di Pierre Robert Ingouf da Eustache Le Sueur, 1772.

### Finlandia
- Galleria nazionale finlandese, Helsinki, La fanciulla confusa, da Jean-Baptiste Greuze, 1773.

### Italia
- Castello Sforzesco, Milano (collezione di stampe Achille Bertarelli), Gérard Dou suona il violino, da Gérard Dou.
- Istituto nazionale per la grafica, Roma, La buona educazione, La pace domestica, La fanciulla confusa, da Jean-Baptiste Greuze.

### Paesi Bassi
- Museo del convento di Santa Caterina, Utrecht, Due teste d'apostoli, disegno.

### Regno Unito
- Fitzwilliam Museum, Università di Cambridge, sei incisioni.
- British Museum, Londra, Atreo e Tieste, da Clément-Pierre Marillier (per le Opere complete di Crébillon), 1785; vent'otto altre incisoni.
- Royal Collection, Londra, Le Monument du costume.
- Victoria and Albert Museum, Londra, Il levita di Efraim, da Jean-Jacques Le Barbier.
- Upton House, Warwickshire, La serata invernale e La passeggiata di storia, da Sigmund Freudenberger.

### Slovacchia
- Galleria municipale di Bratislava, La passeggiata serale, da Sigmund Freudenberger[12].

### Svezia
- Museo nazionale, Stoccolma, La serata invernale, L'evento del ballo, La passeggiata serale, da Sigmund Freudenberger.

### Svizzera
- Museo d'arte e di storia, Ginevra, otto incisioni[10].

### Repubblica Ceca
- Galleria Morava di Brno, La fanciulla confusa, da Jean-Baptiste Greuze[13].

### Canada

Il mercante ambulante, da Sigmund Freudenberger

- Museo nazionale di belle arti, Québec, Un canadese e sua moglie piangono sulla tomba di loro figlio, da Jean-Jacques Le Barbier.
- Biblioteca di libri rari e collezioni speciali dell'Università di Montréal, Isacco benedice Giacobbe, da Jusepe de Ribera.
- Biblioteca pubblica, Toronto, Un canadese e sua moglie piangono sulla tomba di loro figlio, da Jean-Jacques Le Barbier.

### Stati Uniti
- Museum of Fine Arts, Boston, Coppia e cameriera in un interno, da Gabriel Metsu.
- Musei d'arte di Harvard, Cambridge, undici incisioni[14].
- Art Institute, Chicago, La serata invernale, da Sigmund Freudenberger[15].
- Yale Center for British Art, New Haven, Trattato sulla cavalleria di Louis Drummond, conte di Melfort.
- Metropolitan Museum of Art, New York, La fanciulla confusa, da Jean-Baptiste Greuze.
- Smith College Museum of Art, Northampton, Il mercante ambulante, da Sigmund Freudenberger.
- Philadelphia Museum of Art, Filadelfia, Chirurgia, da Dominique-Jean Larrey.
- De Young Memorial Museum, San Francisco, Ritratto di Paul Charles Lorry, da Noël Hallé[16]; Ritratto di Claude Emmanuel Luillier, detto Chapelle, da Charles Le Brun[17].
- National Gallery of Art, Washington, La serata invernale[7] e L'evento del ballo[8], da Sigmund Freudenberger.
- Clark Art Institute, Williamstown, La passeggiata serale, da Sigmund Freudenberger.